# 5-فورميمينو ثلاثي هيدروفولات
5-فورميمينو ثلاثي هيدروفولات (بالإنجليزية: 5-Formiminotetrahydrofolate)‏ هو مركب وسطي ينتج من عملية الهدم (بالإنجليزية: catabolism)‏ للحمض الأميني هستيدين.إنه ينتج بوساطة الغلوتاميت فورماميدويلترانسفيريز (بالإنجليزية: glutamate formimidoyltransferase)‏ ثم يتحول إلى 10,5-ميثينيل ثلاثي هيدروفولات (بالإنجليزية: 5,10-methenyltetrahydrofolate)‏ ويتم هذا التحول بوساطة إنزيم الفورميمينوترانسفيريز سايكلوديامينيز (بالإنجليزية: formiminotransferase cyclodeaminase)‏ الذي يعمل على نقل مجموعة الفورميمينو (بالإنجليزية: formimino group)‏ وهذا ما يدل عليه المقطع ترانسفيريز من اسم الإنزيم.